# Gaston Van den Bos
Gaston Van den Bos was een Belgisch bokser in de vlieggewichtsklasse.

## Levensloop
Geboortedatum: 13 april 1915
Overleden: 22 december 1983
Getrouwd met Virginie Voet
Kinderen: Denise, Harry, Ronald, Franky, Ludo, Manuela, Leo
Hij debuteerde op 11 oktober 1935 tegen de Nederlander Piet Paans. Hij vocht 40 matchen, waarvan hij er 9 won, 28 verloor en er 3 onbeslist eindigde. Eenmaal won en viermaal verloor hij met KO. Op 1 mei 1937 werd hij Belgisch kampioen 'Vlieggewicht' in een kamp tegen Raoul Degryse. Op 8 maart 1938 verloor hij deze titel aan dezelfde tegenstrever. Zijn laatste kamp vocht hij op 15 december 1952 tegen de Nederlander Heintje van der Zee.

Overzicht bokswedstrijden op boxrec.com